# Copa dels Carpats
La Copa dels Carpats (Puchar Uzdrowisk Karpackich) és una cursa ciclista d'un dia polonesa que es disputa al voivodat de Subcarpàcia. Creada el 2002, des del 2005 forma part de l'UCI Europa Tour.

## Palmarès
| Any  | Vencedor              | Segon              | Tercer               |
| ---- | --------------------- | ------------------ | -------------------- |
| 2002 | Tomasz Lisowicz       | Dariusz Skoczylas  | Zbigniew Wyrzykowski |
| 2003 | Ján Valach            | Roman Broniš       | Cezary Zamana        |
| 2004 | Arkadiusz Wojtas      | Marek Rutkiewicz   | Oleksandr Klymenko   |
| 2005 | Radoslav Romanik      | Wojciech Pawlak    | Maroš Kováč          |
| 2006 | Roman Broniš          | Mart Ojavee        | Mariusz Witecki      |
| 2007 | Mateusz Mróz          | Kazimierz Stafiej  | Serguei Firsànov     |
| 2008 | Mariusz Witecki       | Dariusz Baranowski | Maroš Kováč          |
| 2009 | Mathias Belka         | Jacek Morajko      | Oleksandr Xeidik     |
| 2010 | Marek Rutkiewicz      | Tomasz Marczyński  | Jacek Morajko        |
| 2011 | Jacek Morajko         | Marek Rutkiewicz   | Kristjan Fajt        |
| 2012 | Sylwester Janiszewski | Steffen Radochla   | Robert Radosz        |
| 2013 | Adrian Honkisz        | Karel Hník         | Jacek Morajko        |
| 2014 | Paweł Franczak        | Adam Stachowiak    | Oleksandr Prevar     |
| 2015 | Adrian Honkisz        | Roman Maikin       | Łukasz Owsian        |
| 2016 | Antonio Parrinello    | Peeter Pruus       | Michal Podlaski      |
| 2017 | Maciej Paterski       | Paweł Bernas       | Marek Rutkiewicz     |
| 2018 | Maciej Paterski       | Michal Podlaski    | Mateusz Grabis       |
| 2019 | John Mandrysch        | Patrik Tybor       | Siim Kiskonen        |